# Guy’s Hospital
Guy’s Hospital ist ein Krankenhaus des National Health Service im Londoner Stadtbezirk Southwark. Der Betreiber ist Guy’s & St Thomas’ NHS Foundation Trust. In dem Krankenhaus sind die Fakultäten für Medizin und Zahnmedizin des King’s College London untergebracht. Das Krankenhaus besteht aus 19 miteinander verbundenen Gebäuden. Die wichtigsten Gebäude sind der Guy’s Tower, das New Guy’s House und das Thomas Guy House.

## Geschichte
Das Krankenhaus wurde 1721 von Thomas Guy gegründet, einem Verleger, der durch die Südseeblase reich geworden war. Es war ursprünglich für die als unheilbar bezeichneten Patienten des St Thomas’ Hospital gedacht. Über die Jahre wurde das Krankenhaus erweitert. Die ursprünglichen Gebäude standen auf einem Gelände an der St. Thomas Street. Auch nach Bombenschäden durch den Zweiten Weltkrieg blieb die Kapelle aus dem 18. Jahrhundert und die Büste von Thomas Guy intakt. Durch den Nachlass von William Hunt in Höhe von 200.000 £ konnte 1829 eine Erweiterung um Hunderte Betten vorgenommen werden. Der Südflügel wurde nach Hunt benannt. Dieser Trakt wurde im Jahr 2000 durch den Neubau New Hunt’s House ersetzt.
Der 34 Stockwerke hohe Guy’s Tower wurde 1974 hinzugefügt und ist mit 143 Metern das höchste Krankenhausgebäude der Welt. Der Turm wurde von Watkins Gray geplant.
Über 8.000 Angestellte arbeiten in den beiden Krankenhäuser Guy’s und St Thomas’. Sie sind mit einem Alter von fast 900 Jahren die ältesten erhaltenen ausbildenden Krankenhäuser der Welt.
Im Jahr 2005 wurde die Kinderabteilung in das neu erbaute Evelina Children’s Hospital verlegt.

## Bekannte Ehemalige
- Thomas Addison, Entdecker des Morbus Addison
- Richard Bright, „Vater der Nephrologie“
- Isaac Baker Brown, Befürworter von Klitoridektomie als Heilmittel für Hysterie
- Astley Paston Cooper
- Charles Hilton Fagge, Arzt, Erstbeschreiber der Spondylitis ankylosans
- Alexander Fleming, Entdecker des Penicillin
- John Gorham (Mediziner, 1814), Praktischer Arzt und Chirurg
- Frederick Gowland Hopkins, Begründer der Vitaminforschung
- William Gull, Professor und Verdächtiger Jack the Ripper zu sein
- John Hilton
- James Hinton
- Thomas Hodgkin
- John Keats, englischer Dichter
- Humphry Osmond
- Sharp, Schüler von William Cheselden und Verfasser einer Operationslehre (1740)[2]
- Samuel S. Wilks